# Vieille école à Belanovica
La vieille école à Belanovica (en serbe cyrillique : Стара школа у Белановици ; en serbe latin : Stara škola u Belanovici) se trouve à Belanovica, dans la municipalité de Ljig et dans le district de Kolubara en Serbie. Elle est inscrite sur la liste des monuments culturels protégés de la République de Serbie (identifiant no SK 964),,,.

## Présentation
L'école a été construite en 1864, à l'époque du prince Michel Obrenović.
De plan rectangulaire, elle mesure 29,20 m de long sur 12,80 m de large. Elle était constituée d'une salle de classe, d'un appartement pour le professeur et d'un porche-galerie soutenu par huit colonnes profilées ; le bâtiment est construit en briques enduites de mortier et il est couvert d'un toit en tuiles à quatre pans.